# Station La Bourboule
Station La Bourboule is een gesloten spoorwegstation in de Franse gemeente La Bourboule. Het station lag aan de spoorlijn Laqueuille - Mont-Dore. Het sloot in 2017 voor het reizigersverkeer.

## Foto's

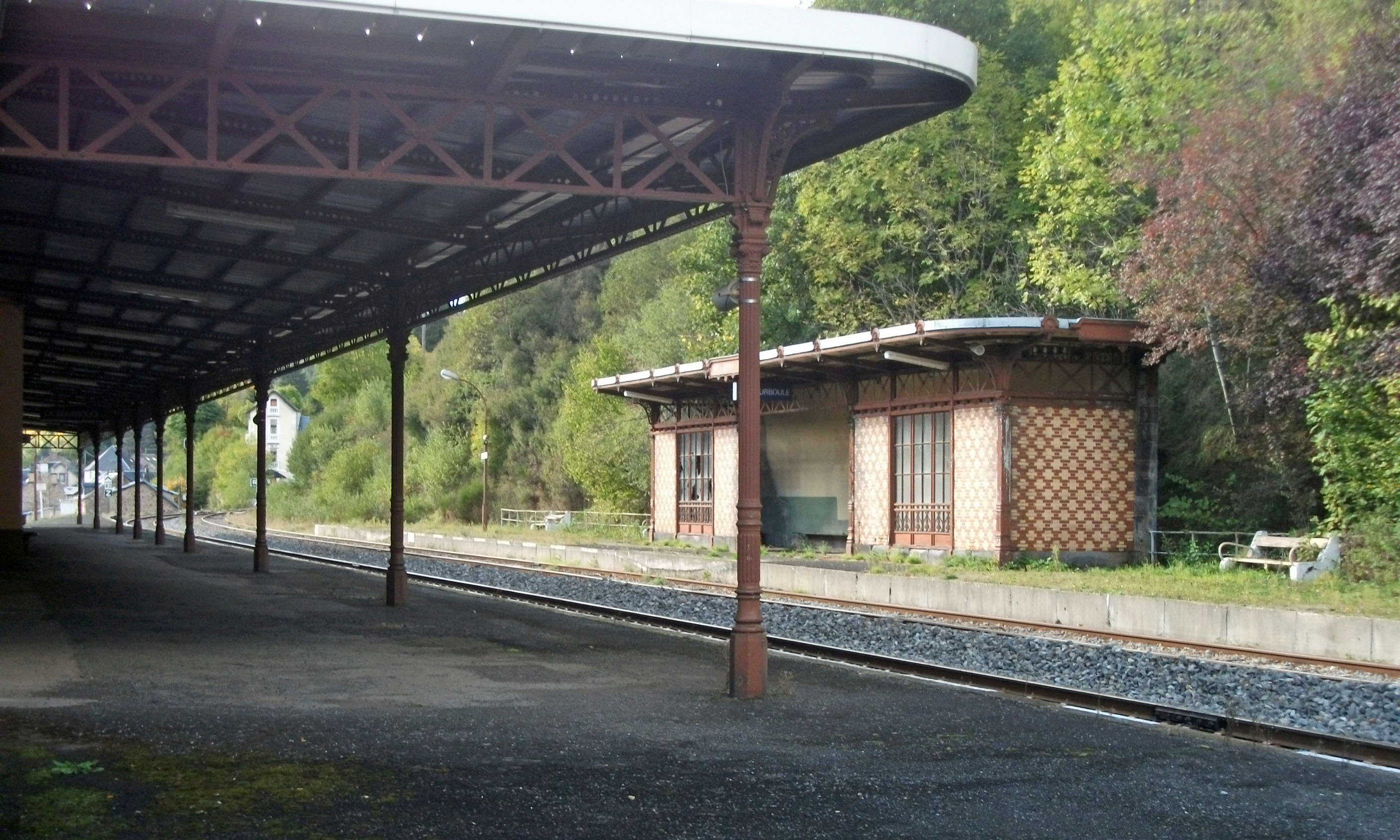
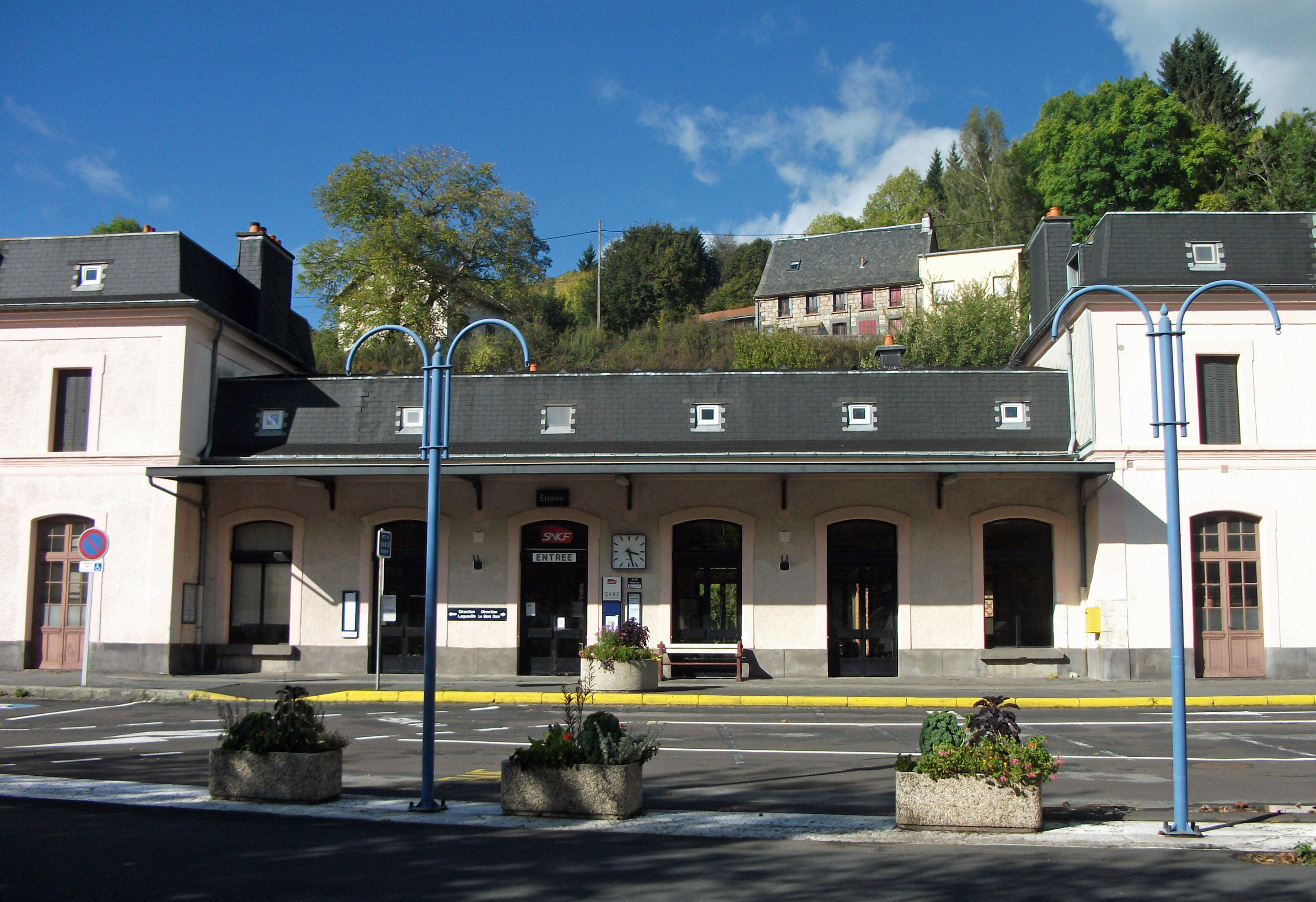